# 包公庙乡
包公庙乡，是中华人民共和国河南省商丘市睢阳区下辖的一个乡镇级行政单位。

## 行政区划
包公庙乡下辖以下地区：
付楼村、田集村、后庄户村、杨李村、王桥村、杜庄村、赵楼村、十东村、代庄村、罗庄村、十西村、孙瓦房村、包公庙村、乔楼村、中华楼村、余庄村、郑庄村、双庙村、院庄村和大徐庄村。